# Priestergrabstätte Wanlo

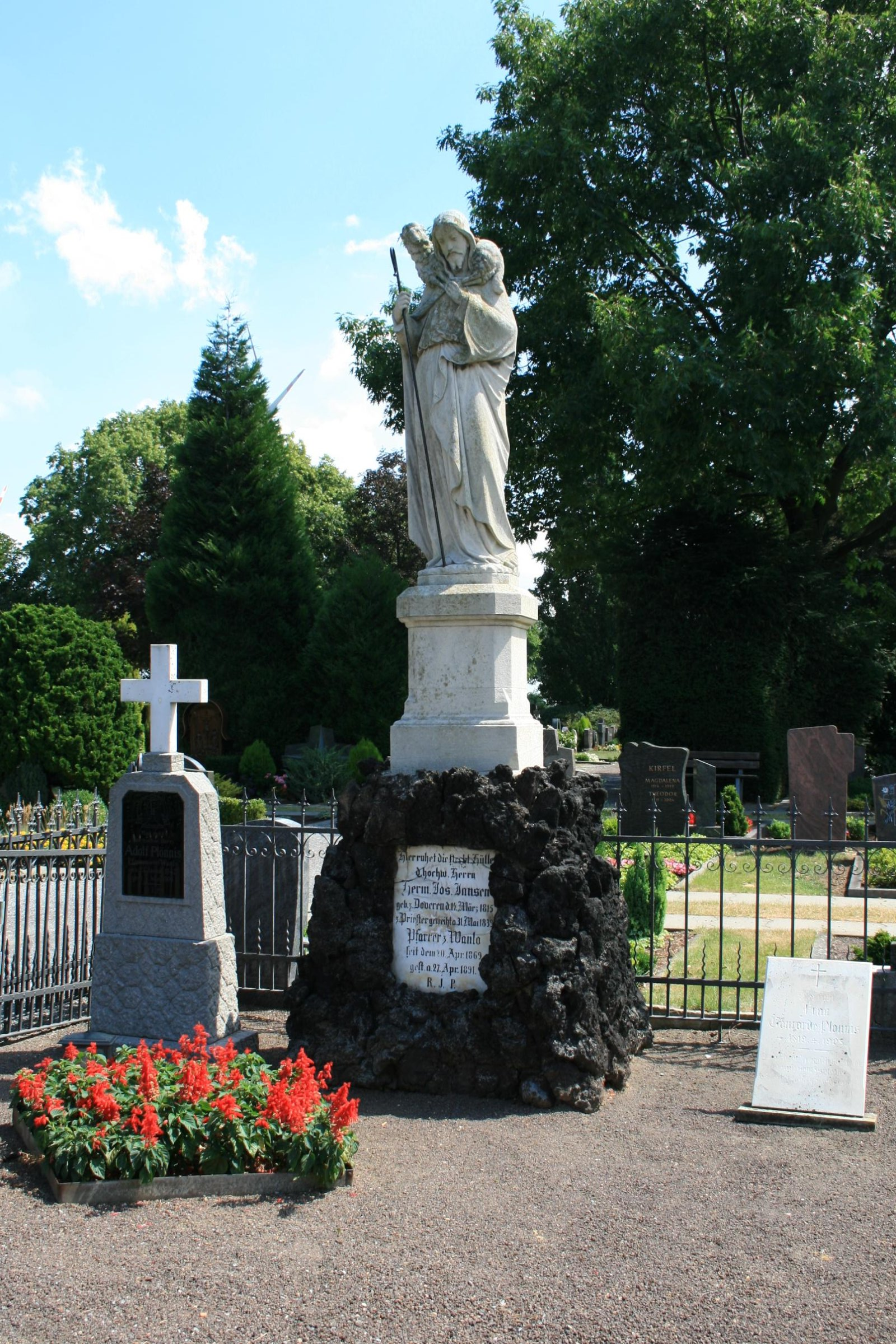
Priestergrabstätte (2010)

Die Priestergrabstätte befindet sich im Stadtteil Wanlo in Mönchengladbach (Nordrhein-Westfalen) auf dem Friedhof, Hochstraße.
Die Grabstätte wurde am Ende des 19. Jahrhunderts angelegt. Sie wurde unter Nr. H 093  am 18. August 1994 in die Denkmalliste der Stadt Mönchengladbach eingetragen.

## Architektur
Die Priestergrabstätte liegt auf dem alten Teil des Wanloer Friedhofes gegenüber der Friedhofskapelle. Schräg gegenüber der Totenhalle liegt eine Priestergrabstätte, die durch ein ca. 1,2 m hohes schmiedeeisernes Geländer teilweise eingefasst wird. Sie umfasst drei Einzelgrabstätten, deren Grabdenkmäler sich deutlich voneinander unterscheiden. In der Mitte steht auf hohem Basaltlavaschlackensockel mit integrierter Marmorplatte die Skulptur des Guten Hirten. Die Inschrift der Marmorplatte ist angewittert und nur teilweise zu entziffern. Sie lautet:
Hier ruht die sterbliche Hülle / d. hochw. Herrn / Hermann Jos. Jansen / geb. zu Doveren den 14. März 1815 / z. Priester geweiht a. 31. Mai 1839 / Pfarrer z. Wanlo / seit dem 20. Apr. 1869 / gest. a. 27. Apr. 1891 / R.I.P.
Links außen steht ein kleines Grabdenkmal für Adolf Plönnies. Die integrierte Platte verzeichnet den Text:
'Kelch'
Hier ruht / der hochw. Herr / Adolf Plönnies / Pfarrer zu Wanlo / geb. 23. Januar 1842 / gest. 4. Mai 1908
Rechts außen eine schräggestellte Grabplatte mit der Inschrift:
Hier ruht Frau Plönnies  1819  + 1908